# Carlo Barboglio Dè Gajoncelli
Carlo Barboglio Dè Gajoncelli (Colombaro, 23 aprile 1908 – ...) è stato un politico italiano.